# Actinoscyphiidae
Actinoscyphiidae é uma família de cnidários antozoários da infraordem Thenaria, subordem Nyantheae (Actiniaria).

## Géneros
- Actinoscyphia Stephenson, 1920